# ジャン・ヴィデノフ
ジャン・ヴァシレフ・ヴィデノフ（Жан Василев Виденов、Zhan Videnov、1959年3月22日 - ）はブルガリアの政治家。1995年1月25日から1997年2月13日までブルガリアの首相を務め、またブルガリア社会党議長を1991年 - 1996年に務めた。
プロヴディフ英語学校を卒業したあとは、モスクワの外国経済関係に関わり、次第に変化を遂げていった。英語、フランス語、ロシア語およびアラビア語を話せる。
現在はブルガリアの私立大学で教鞭を執っている。
| 公職                             | 公職                                     | 公職                                     |
| -------------------------------- | ---------------------------------------- | ---------------------------------------- |
| 先代 レネタ・インジョワ （暫定） | ブルガリア共和国首相 第56代：1995 - 1997 | 次代 ステファン・ソフィヤンスキ （暫定） |